# 1946 en Australie
Chronologie de l'Australie
- 1942
- 1943
- 1944
- 1945
- 1946
- 1947
- 1948
- 1949
- 1950

Cette page concerne les évènements survenus en 1946 en Australie  :

## Événements
- 28 septembre : Élections fédérales australiennes

## Culture

### Sortie de film
- La route est ouverte
- Smithy

## Sport
- 19-29 janvier : 
  - Championnat de tennis d'Australie 1946
  - Double dames du Championnat d'Australie 1946
  - Double mixte du Championnat d'Australie 1946
  - Simple dames du Championnat d'Australie 1946